# Phryganogryllacris lobulata
Phryganogryllacris lobulata är en insektsart som beskrevs av Andrej Vasiljevitj Gorochov 2005. Phryganogryllacris lobulata ingår i släktet Phryganogryllacris och familjen Gryllacrididae. Inga underarter finns listade i Catalogue of Life.